# Gwynedd
Gwynedd este una dintre cele 22 zone de consiliu ale Țării Galilor. Este zona de consiliu cu cei mai mulți vorbitori de limba galeză, și una intre principalele zone electorale ale partidului naționalist galez Plaid Cymru, care militează pentru independența Țării Galilor. Pe lângă orașul reședință Caernarfon (9.600 loc), alte orașe importante sunt: Bangor (14.000 loc.), Blaenau Ffestiniog (5.000 loc.), Porthmadog (4.000 loc) și Y Felinheli (2.000 loc.).
1. ↑  Directions to the Local Democracy and Boundary Commission for Wales 2016 (PDF)
2. ↑   https://ons.maps.arcgis.com/home/item.html?id=a79de233ad254a6d9f76298e666abb2b Lipsește sau este vid: |title= (ajutor)